# Arthur Henry Hardinge
Sir Arthur Henry Hardinge GCMG 1910, KCB 1904 (* 12. Oktober 1859 in London; † 27. Dezember 1933 in East Sheen, Greater London) war ein britischer Diplomat.

## Leben
Arthur Henry Hardinge war der Sohn von General Hon. Sir Arthur Edward Hardinger, (1828; † 1892).
Von 1886 bis 1890, studierte er klassische Philologie und Neuere Geschichte an Balliol College, Oxford University.
1881 wurde er Fellow am All Souls College.
Im Juli 1880 trat er in den auswärtigen Dienst unter Robert Gascoyne-Cecil, 3. Marquess of Salisbury.
1883 wurde er Junior-Agent des Foreign Office in Madrid, Spanien, unter Botschafter Robert Morier.
Als Robert Morier als Botschafter in Sankt Petersburg, entsandt wurde, folgte ihm Hardinge als persönliche Hilfe.
1887 ging er an die Gesandtschaft in Istanbul unter Sir William White.
1890 ging er an die Gesandtschaft in Bukarest, Rumänien und an das Konsulat in Kairo unter Evelyn Baring, 1. Earl of Cromer.
1891 begleitet er den Zarewitsch, Nikolaus II. auf einer Reise nach Britisch-Indien
Ab 1894 hatte er Exequartur als Generalkonsul in Sansibar.
Als Ergebnis der Kongokonferenz wurde Ostafrika zu einem britischen Protektorat, die Imperial British East Africa Company (IBEA) mit der Entwicklung und Arthur Henry Hardinge mit der Leitung der Verwaltung betraut.
Von 1895 bis 1900 war er Protektor von Britisch-Ostafrika.
Von 1900 bis 1906 war er außerordentlicher Gesandter und Ministre plénipotentiaire in Teheran.
In The Great Game strich er die Vorzüge für den Persischen Hof heraus, falls sich dieser nicht an Russland bindet.
In seiner Amtszeit, 1900 sagte William Knox D’Arcy zu, die Suche der Anglo-Persian Oil Company nach Mineralöl in Persien zu finanzieren.
Von 1906 bis 1911 war er Gesandter in Brüssel.
Von 1911 bis 1913 war er Gesandter in Lissabon.
Von 1913 bis 1919 war er Gesandter in Madrid.
1920 wurde er in den Ruhestand versetzt.
Er überlebte seine beiden Söhne Henry Arthur Mina Hardinge (* 1905; † 1925) und George Granville Douglas Hardinge (* 1912; † 1927) und liegt auf dem St. Peter Friedhof, Fordcombe, Kent, England begraben.

## Veröffentlichungen
- Life of Lord Carnarvon, 1925
- A Diplomatist in Europe, 1927
- A Diplomatist in the East, 1928